# Seznam českých primasů
Toto je úplný seznam českých primasů (latinsky primas Bohemiae). Primas český je čestný titul arcibiskupa pražského, udělovaný od roku 1667 do současnosti. Titul je spojen s výsadou korunovat českého krále, nevyplývá z něj žádná jurisdikce. 
Současným primasem českým je Jan Graubner.

## Seznam primasů

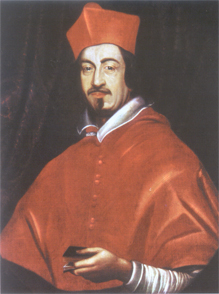
1.Arnošt Vojtěch kardinál z Harrachu (1623–1667)
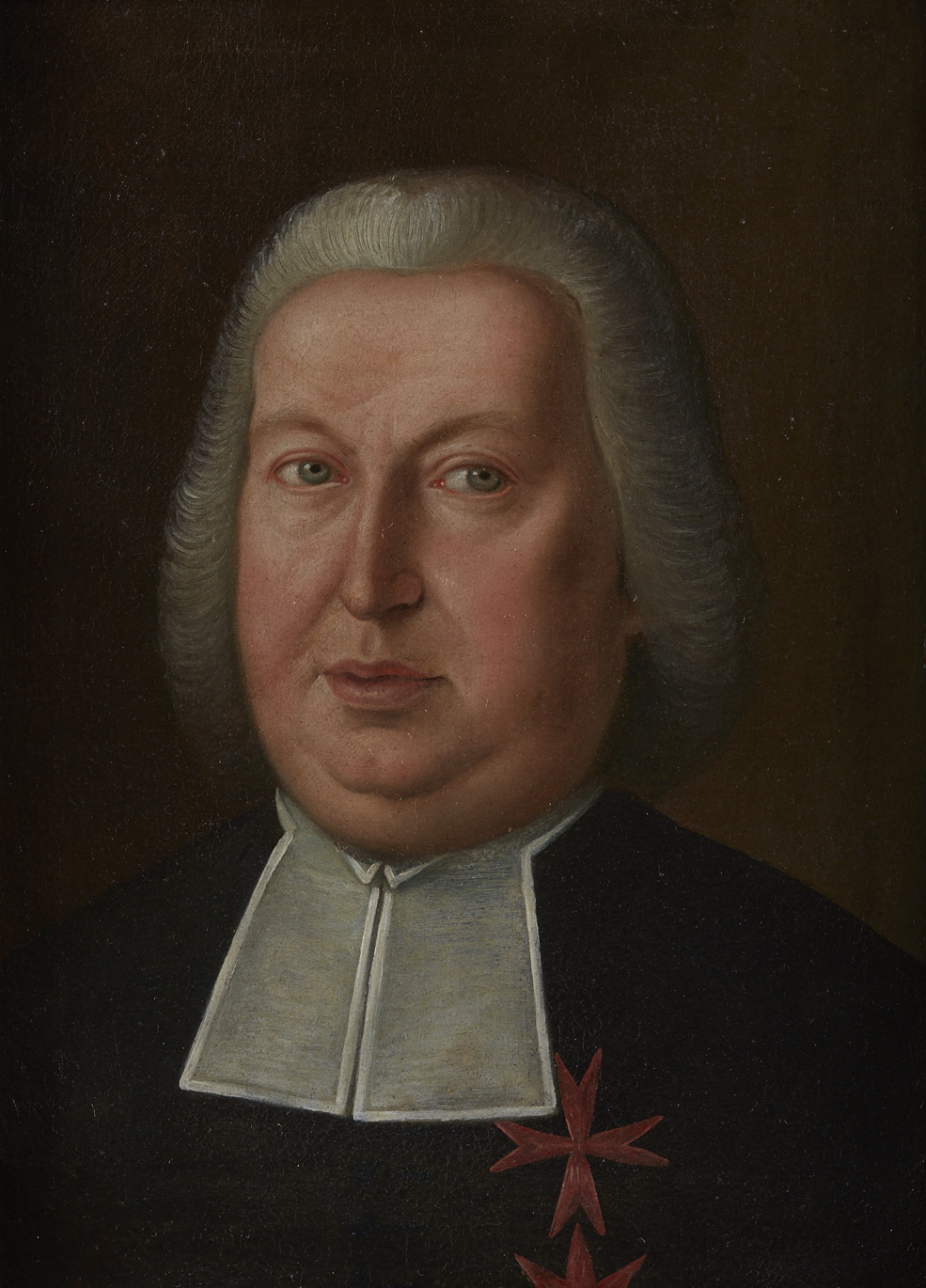
2.Jan Vilém Libštejnský z Kolovrat (1667–1668)
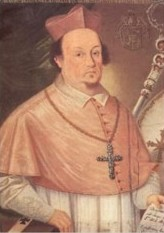
3.Matouš Ferdinand Sobek z Bílenberka (1669–1675)
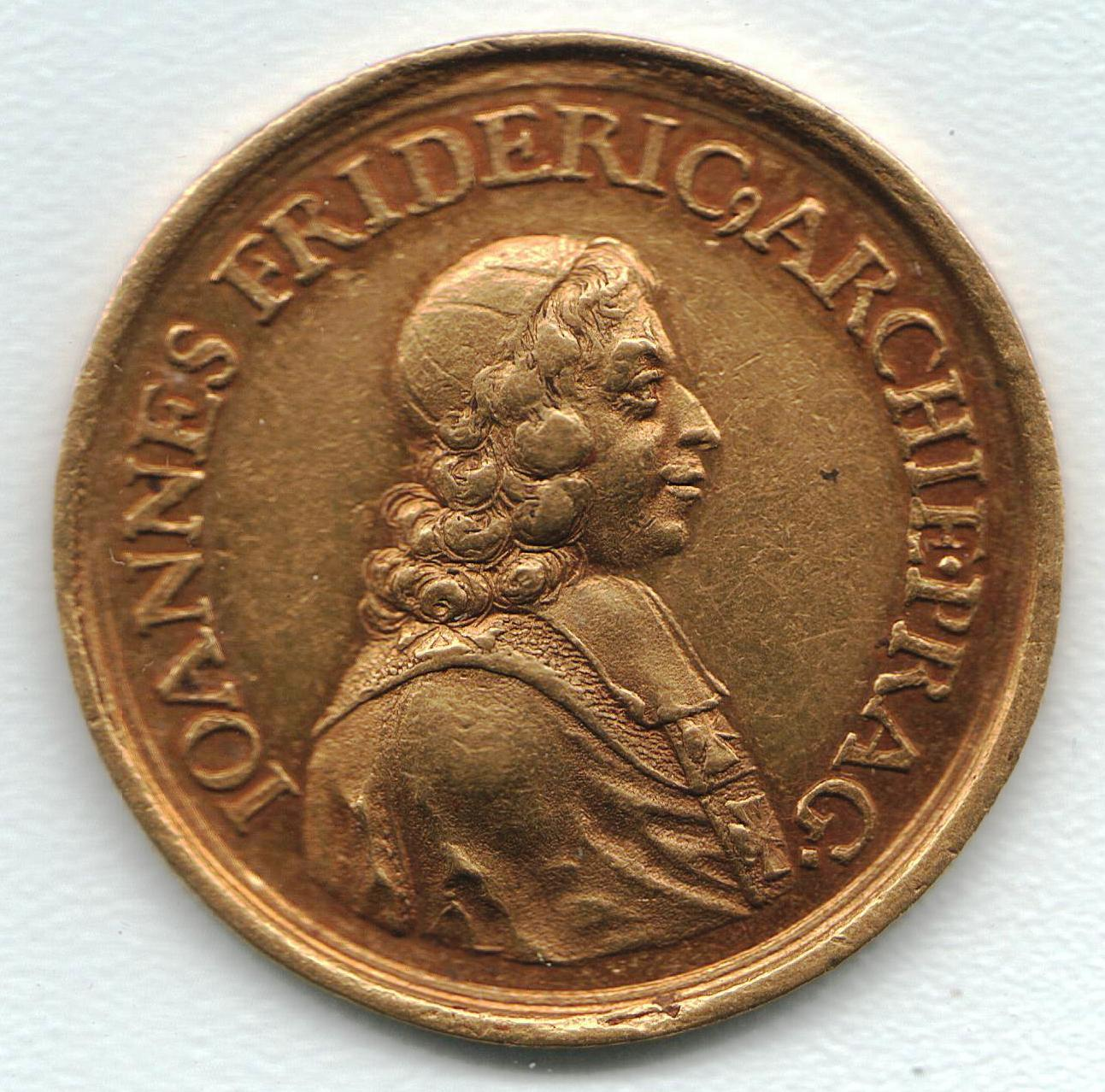
4.Jan Bedřich z Valdštejna (1675–1694)
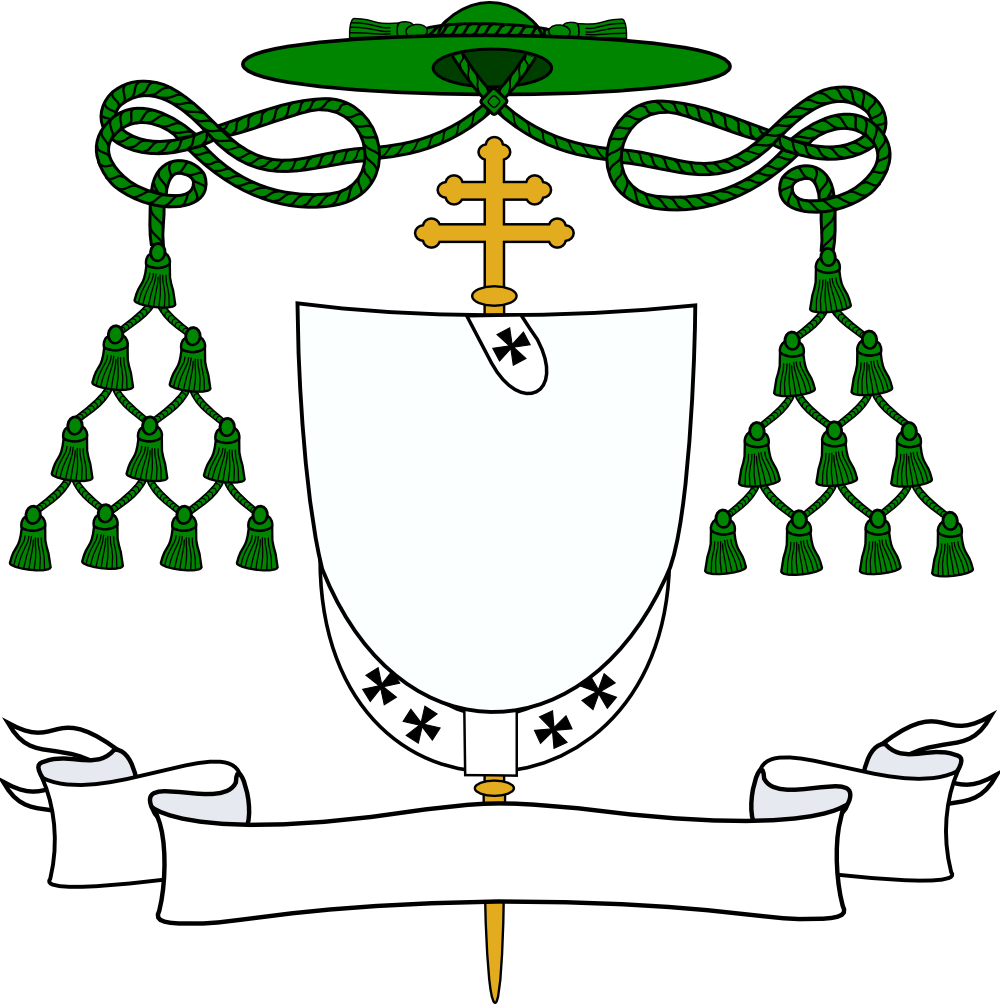
5.Jan Josef Breuner (1695–1710)
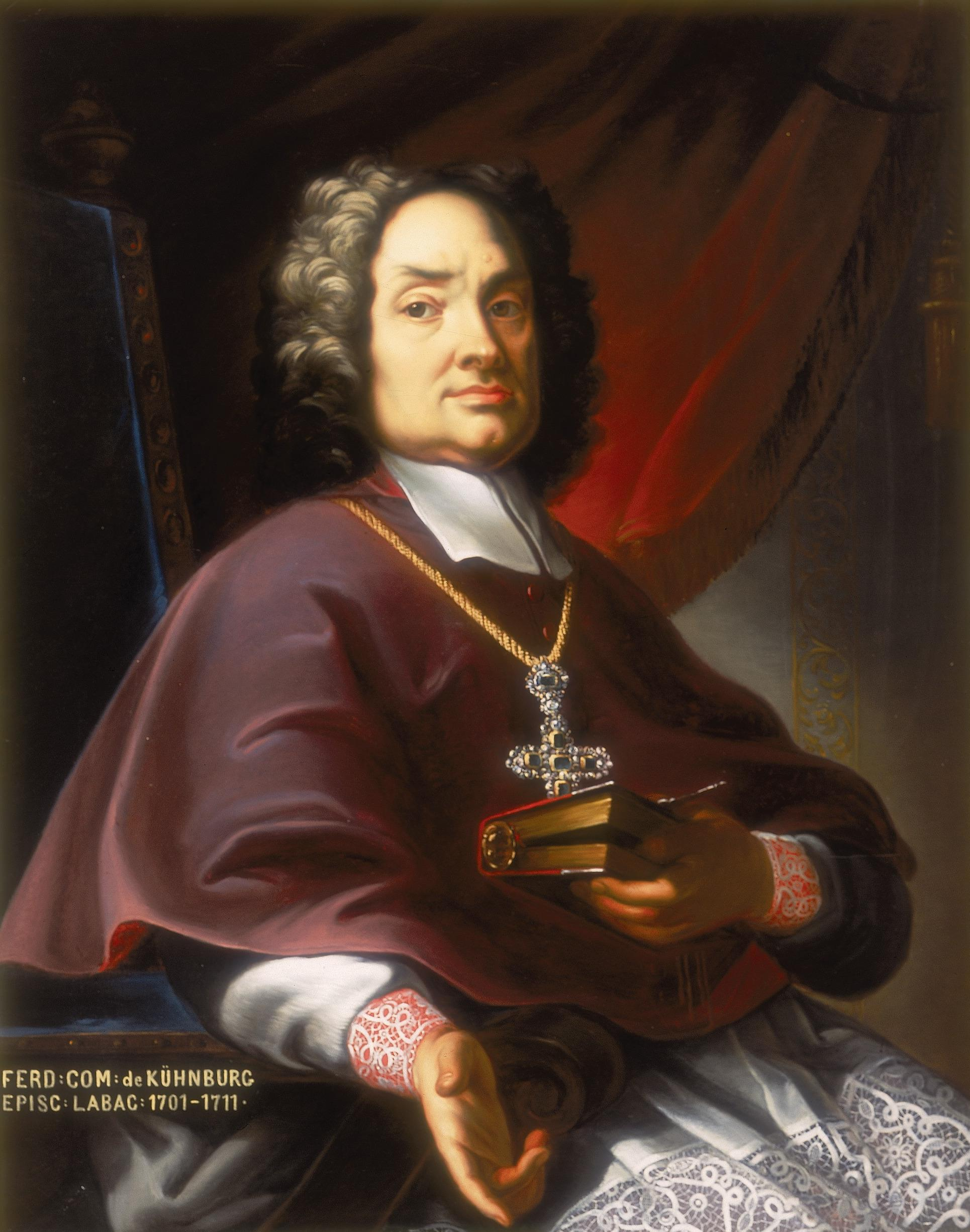
6.František Ferdinand Khünburg (1713–1731)
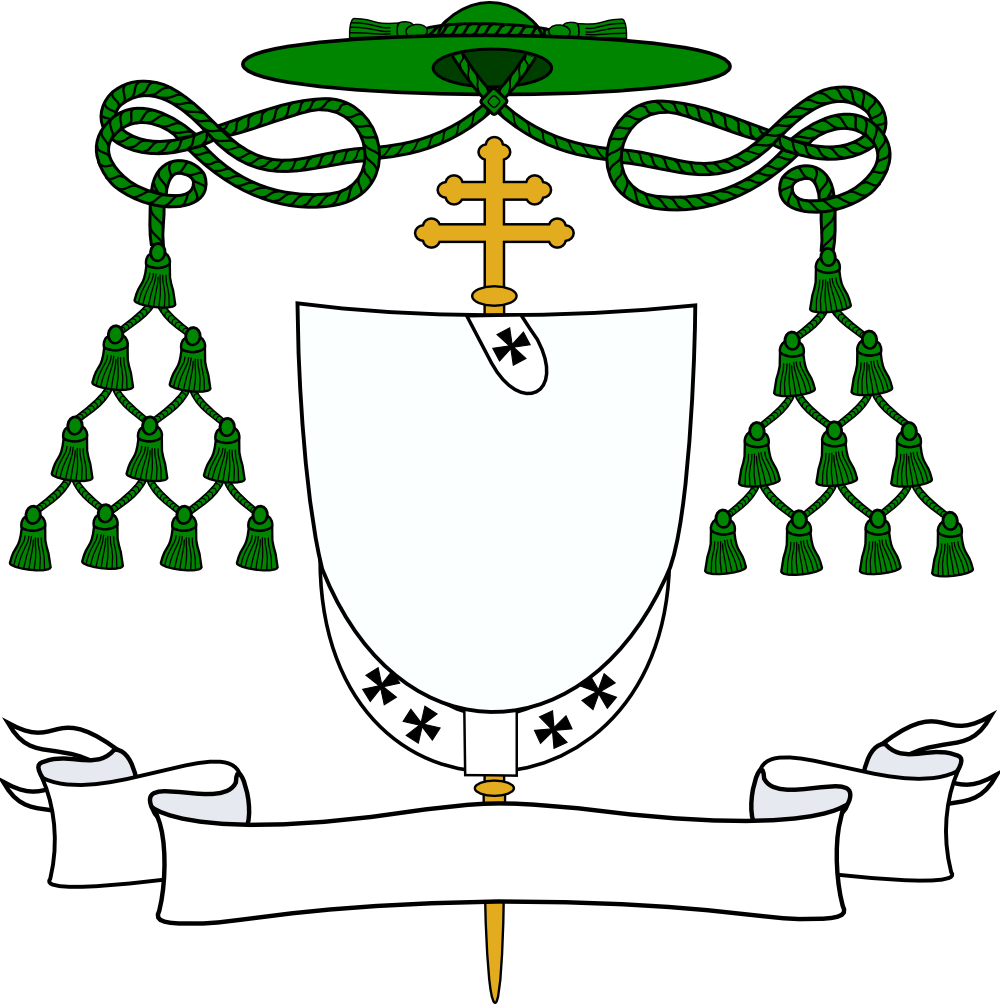
7.Daniel Josef Mayer z Mayernu (1732–1733)
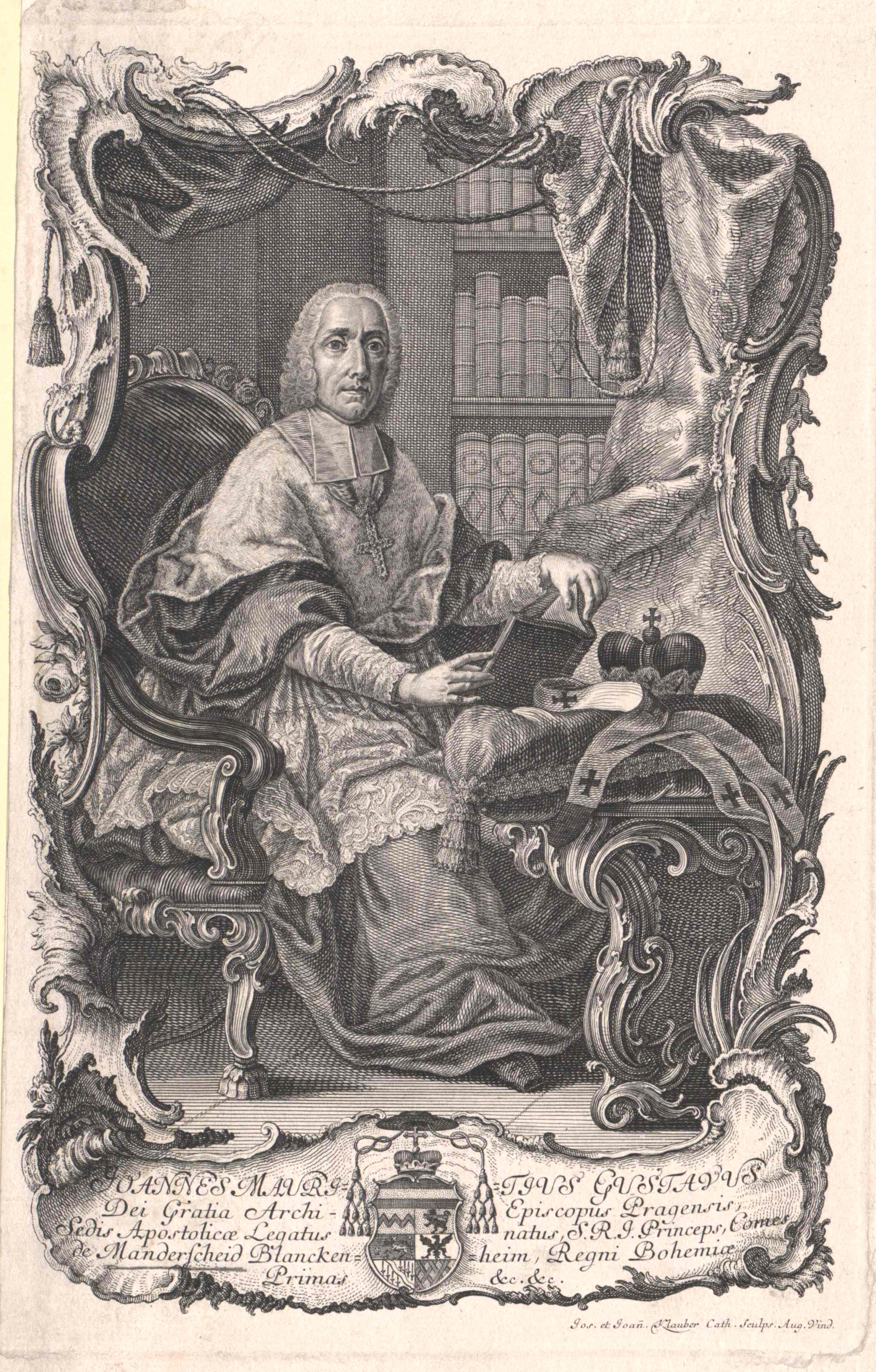
8.Jan Mořic Gustav z Manderscheid-Blankenheimu (1733–1763)
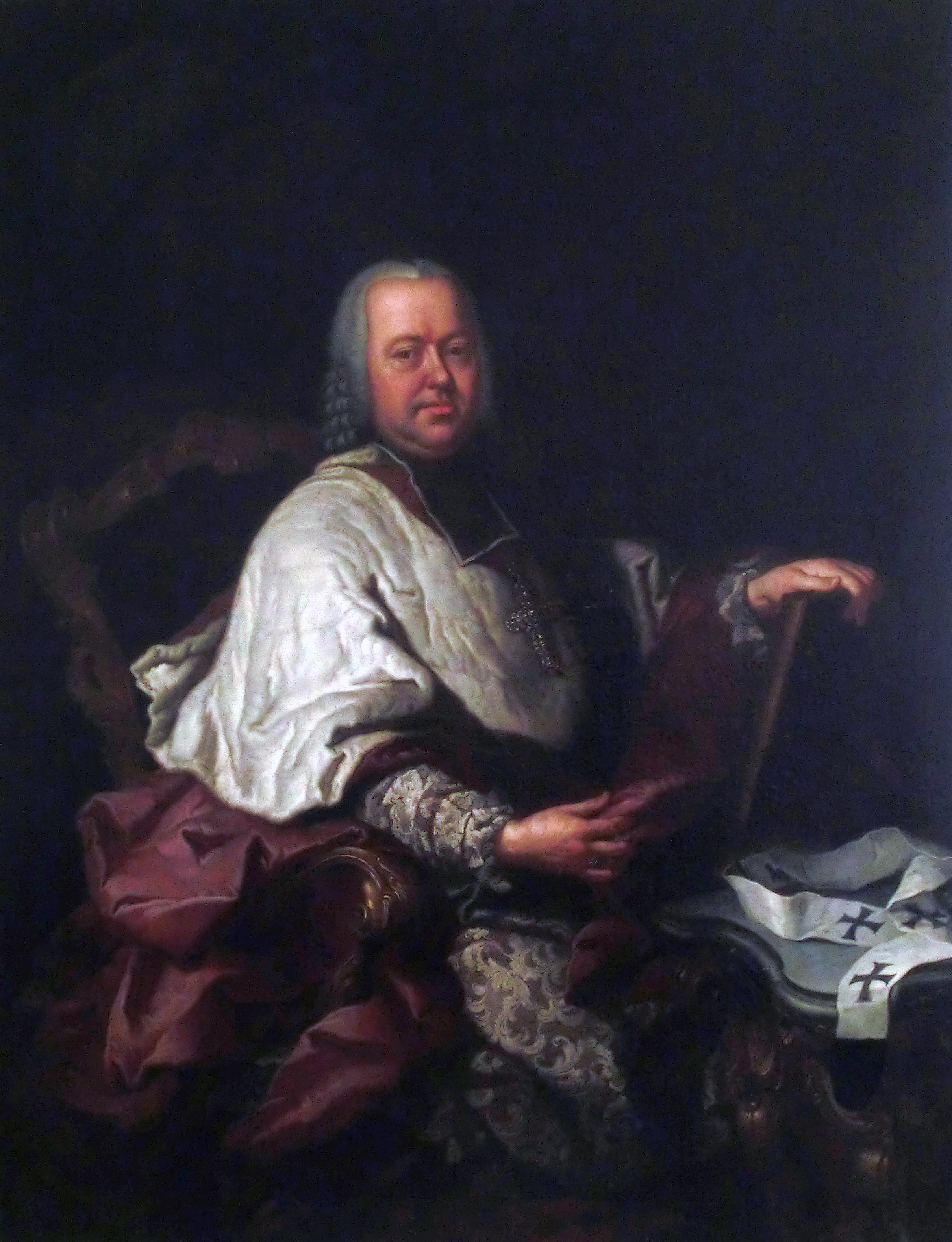
9.Antonín Petr Příchovský z Příchovic (1763–1793)
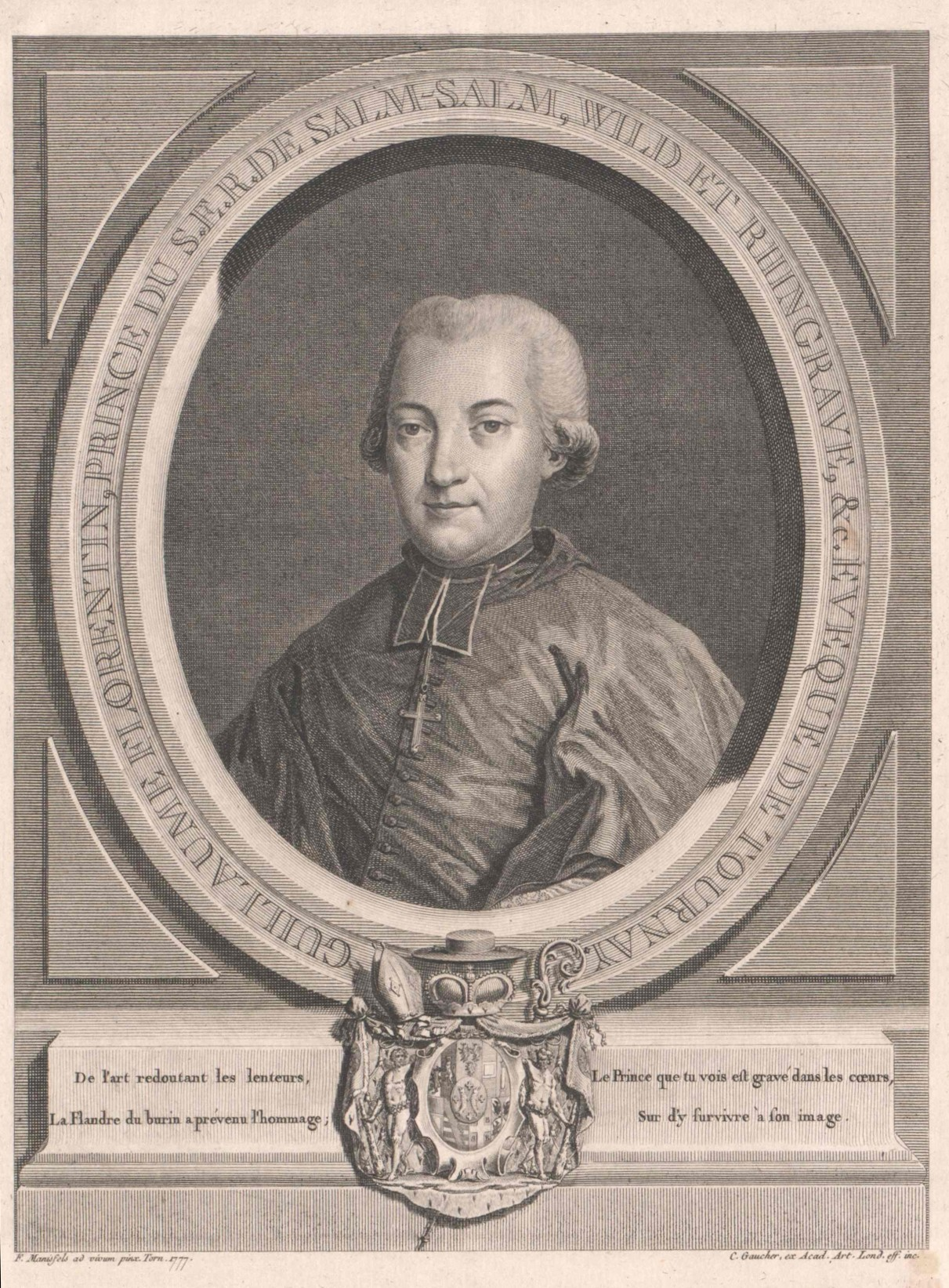
10.Vilém Florentin Salm-Salm (1793–1810)
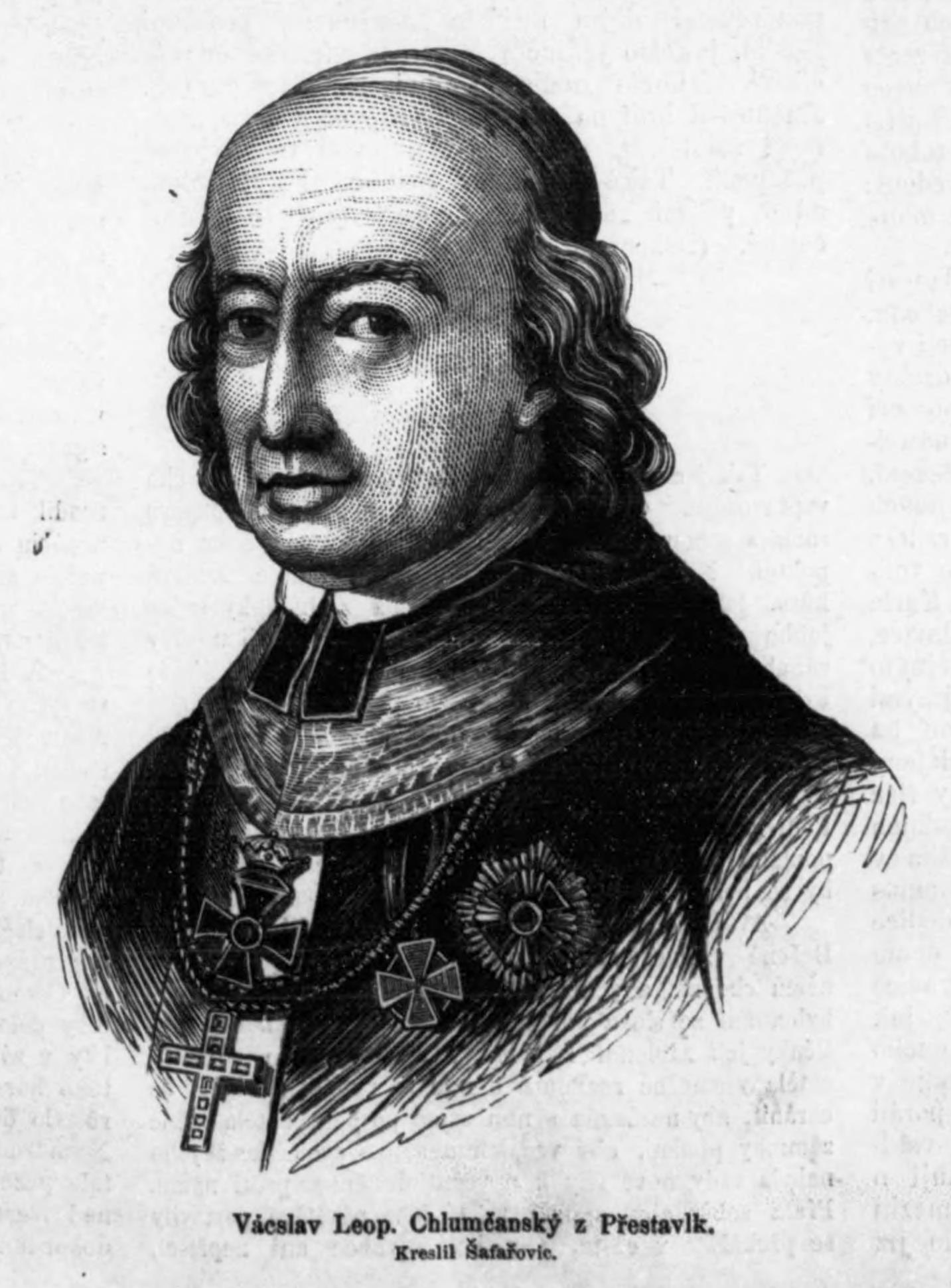
11.Václav Leopold Chlumčanský z Přestavlk a Chlumčan (1815–1830)
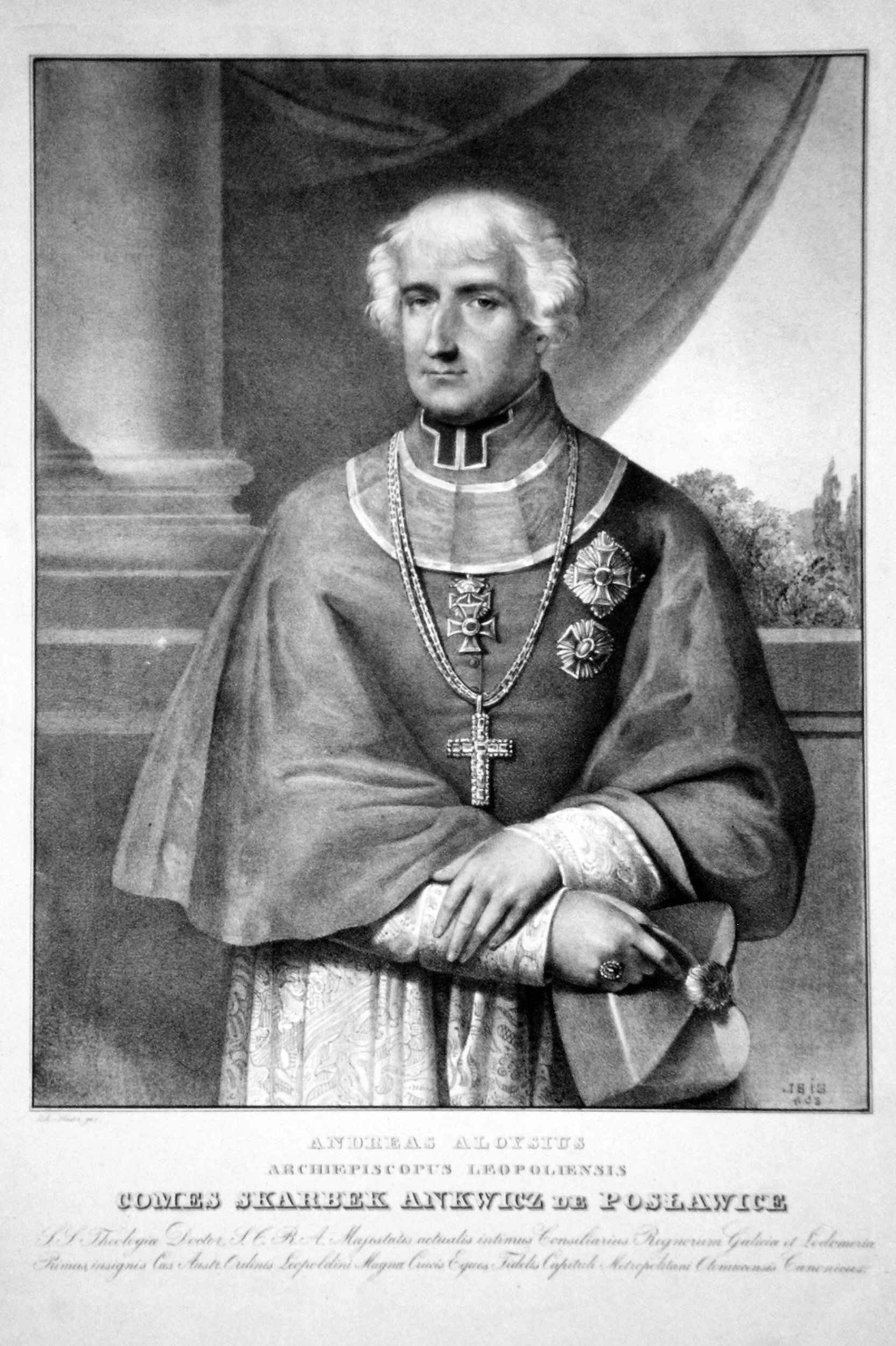
13.Ondřej Alois Ankwicz ze Skarbek-Poslawice(1834–1838)
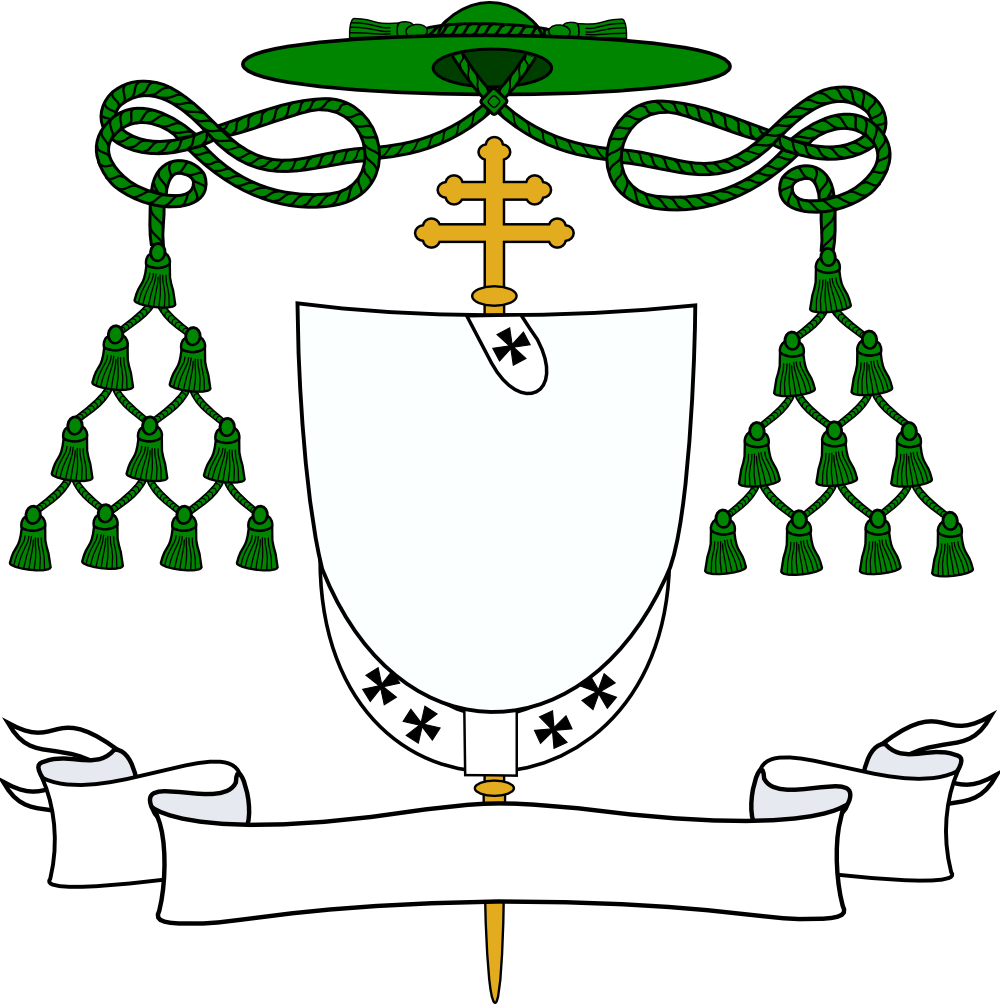
14.Alois Josef Schrenk(1838–1849)
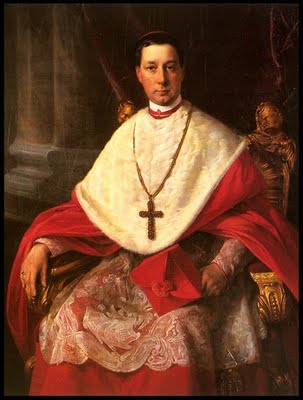
15.Bedřich Josef kardinál Schwarzenberg(1849–1885)
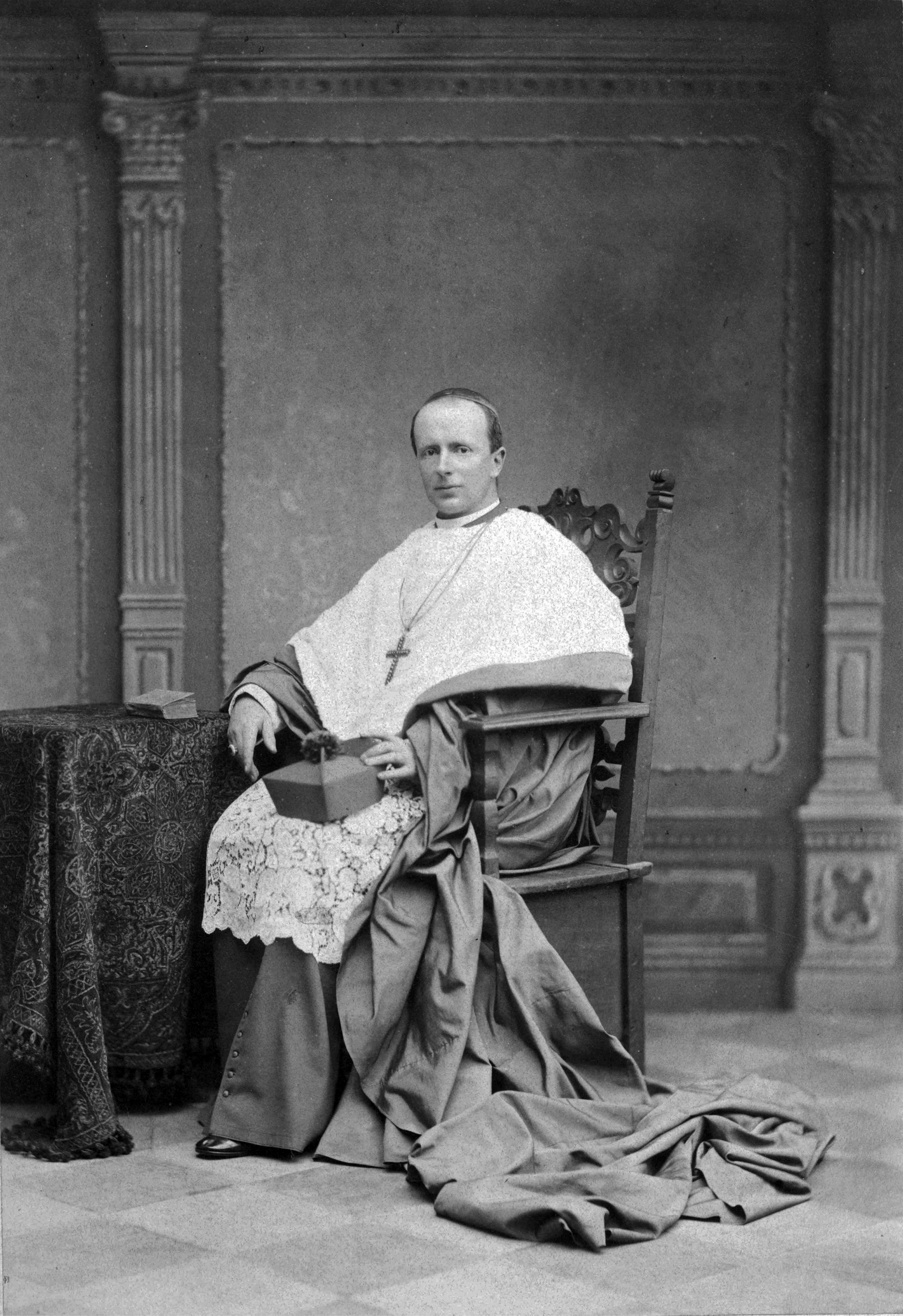
16.František kardinál Schönborn(1885–1899)
17.Lev kardinál Skrbenský z Hříště(1899–1916)
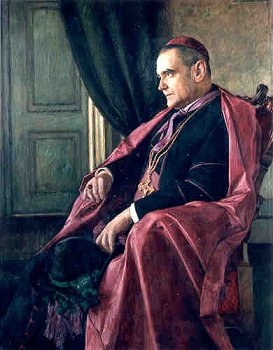
18.Pavel Huyn(1916–1919)
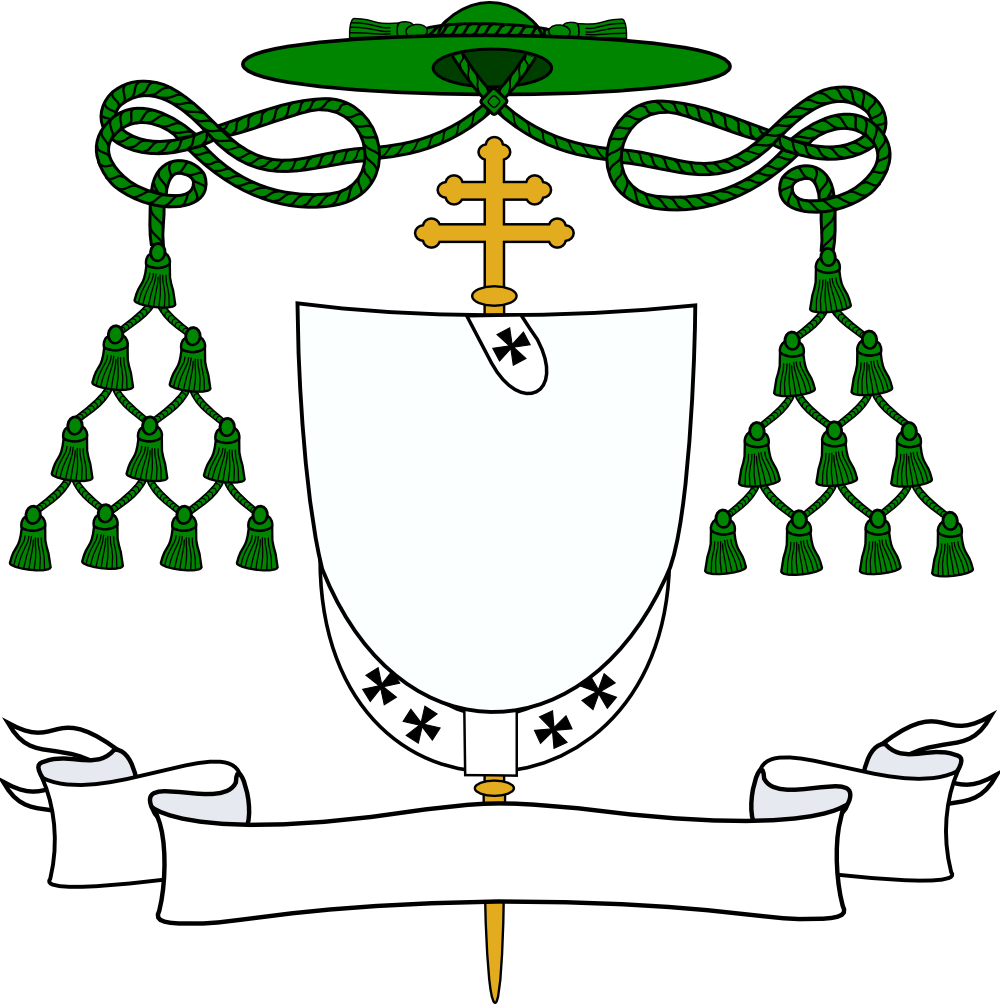
19.František Kordač(1919–1931)
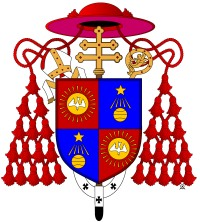
20.Karel kardinál Kašpar(1931–1941)
21.Josef kardinál Beran(1946–1969)
22.František kardinál Tomášek(1977–1991)
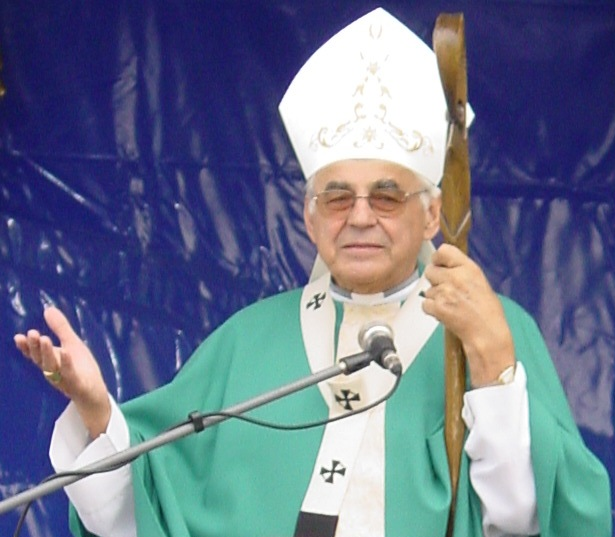
23.Miloslav kardinál Vlk(1991–2010)
24.Dominik kardinál Duka(2010–2022)
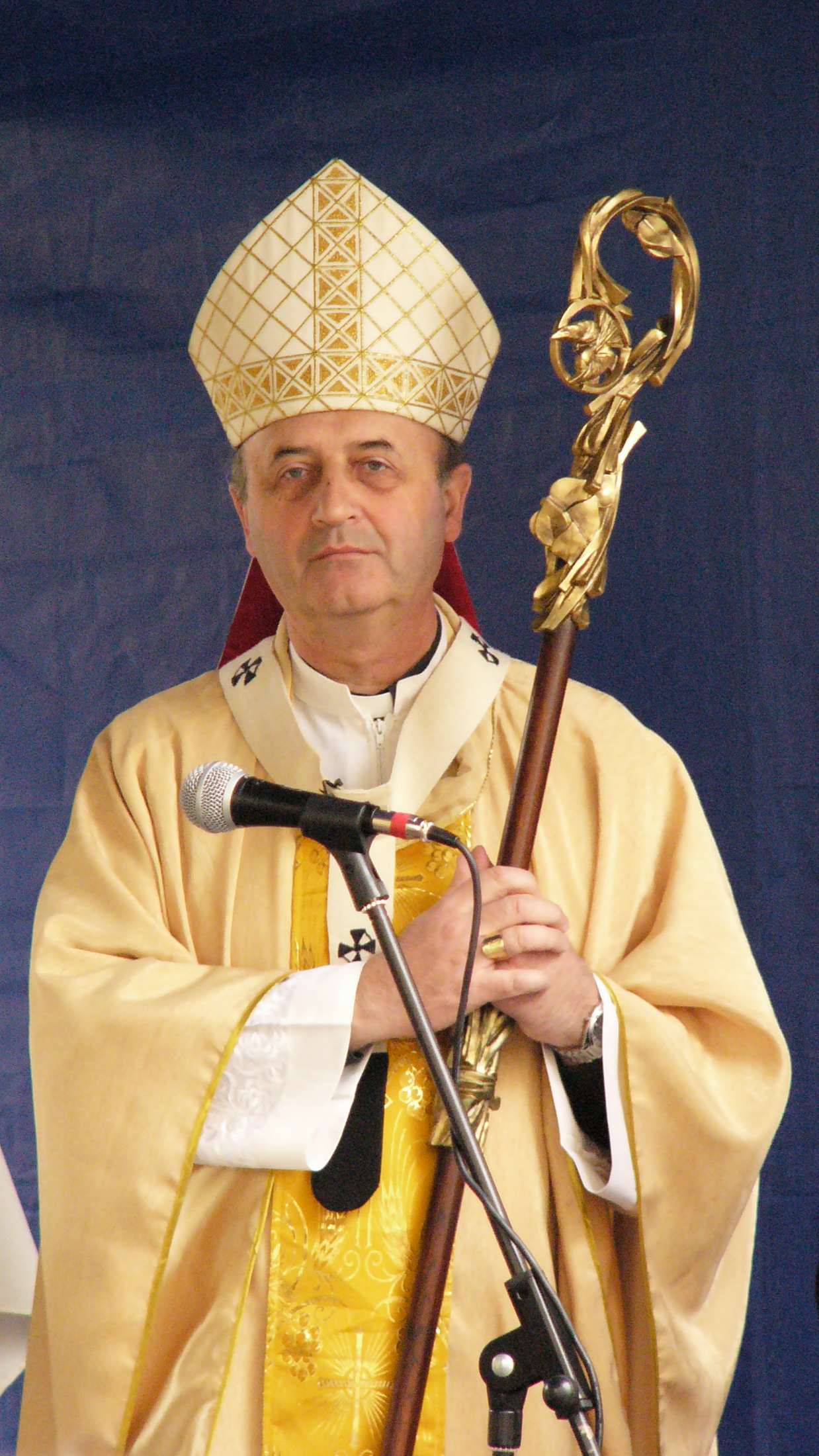
25.Jan Graubner(2022–)